# Zavolejte porodní sestřičky
Zavolejte porodní sestřičky je dobový seriál BBC o skupině porodních asistentek pracujících v East Endu v Londýně na přelomu 50. a 60. let 20. století.
Seriál produkuje Neal Street Productions, produkční společnost založená a vlastněná filmovým režisérem a producentem Samem Mendesem, výkonnou producentkou Pippou Harrisovou a Caro Newlingovou. První série, která se odehrává v roce 1957, měla premiéru ve Spojeném království 15. ledna 2012. Sérii vytvořila Heidi Thomas. Série vznikla podle memoárů Jennifer Worth, která pracovala s Community of St. John the Divine, anglikánským náboženským řádem, v jejich klášteře v East Endu v Londýně. Řád byl založen jako ošetřovatelský řád v roce 1849. Děj seriálu postupem doby přesáhl svou knižní předlohu a dále pokračuje podle nového materiálu odvozeného z dobových historických zdrojů. Seriál z velké části zobrazuje každodenní život porodních asistentek a lidí v místní čtvrti Poplar.
Seriál Zavolejte porodní sestřičky dosáhl vysoké sledovanosti ve své první sérii, což z něho dělá nejúspěšnější novou dramatickou sérii na BBC One od roku 2001. Série po osmi epizodách se každý rok vysílají spolu s každoročním vánočním speciálem od roku 2012. K roku 2025 má seriál 14 sérií. Vysílá se také ve Spojených státech na síti PBS, přičemž první série se zde vysílala 30. září 2012.
Hodnocení kritiků bylo většinou pozitivní a seriál získal řadu ocenění a nominací. Byl oceněn za řešení tehdejších témat a problémů, včetně znárodněné zdravotní péče, neplodnosti, těhotenství mladistvých, adopce, důležitosti místní komunity, potratů a mrtvě narozených dětí, potratů a nechtěných těhotenství, vrozených vad, chudoby, běžných nemocí, epidemických nemocí, prostituce, incestu, náboženství a víry, rasismu a předsudků, přitažlivosti k osobám stejného pohlaví a mrzačení ženských pohlavních orgánů. Některé aspekty lásky – mateřská, otcovská, synovská, bratrská, sesterská, romantická nebo láska k přátelům – jsou zkoumány v každé epizodě. Silně akcentována a zcela samozřejmá je v seriálu víra v Boha.

## Děj
Děj sleduje nově kvalifikovanou porodní asistentku Jenny Lee a práci porodních asistentek a jeptišek z Nonnatova domu, ošetřovatelského kláštera a součásti anglikánského náboženského řádu, vyrovnávající se se zdravotními problémy v zanedbané čtvrti Poplar v zoufale chudém londýnském East Endu v 50. letech 20. století. Sestry a porodní asistentky vykonávají mnoho ošetřovatelských povinností napříč komunitou. Ale kvůli obří porodnosti (v Poplaru se za měsíc narodí 80–100 dětí) je hlavní prioritou zajištění klidu a pohodlí rodícím matkám.
První série, odehrávající se v roce 1957, se zabývá „Baby Boomem“, problémy chudoby v East Endu a poválečné imigrace. Druhá série odehrávající se v roce 1958 líčí zavedení rajského plynu jako formu úlevy od bolesti, nevybuchlou munici, vypuknutí tuberkulózy, dítě narozené s rozštěpem páteře a končí určením Nonnatova domu k demolici. Třetí série, odehrávající se v roce 1959, zobrazuje cystickou fibrózu, dětskou obrnu, péči o nevyléčitelně nemocné a porodní asistentku ve vězeňském kontextu. Čtvrtá série z roku 1960 se zabývá programem dětských migrantů, hrozbou jaderné války (včetně pokynů pro reakci na mimořádné události vydaných místními Sbory civilní obrany), práv LGBT a syfilidou mezi sexuálními pracovníky. Pátá série o roku 1961 se zabývá pacientem s tyfem, účinky thalidomidu, zavedení antikoncepční pilulky a dopadem mrtvice. Šestá série, odehrávající se v roce 1962, se dotýká domácího násilí, exploze v místních docích, mezirasových manželství, mrzačení ženských pohlavních orgánů, duševního zdraví a představuje Reggieho, postavu, která má Downův syndrom . Sedmá série, odehrávající se v roce 1963, představuje první hlavní postavu tmavé pleti, sestru Lucille Andersonovou, stejně jako demenci, rasové zneužívání, lepru a meningitidu, které se objevují v dějových liniích. Osmá série, odehrávající se v roce 1964, pokrývá téma potratů (jejich legalizace proběhla až v roce 1967), srpkovité anémie, dětí narozených s rozštěpem rtu a patra a intersexuálů. Devátá série, odehrávající se v roce 1965, se zabývá záškrtem, slepou nastávající matkou a rolí a významem Nonnatova domu v místní komunitě. Desátá série, odehrávající se v roce 1966, srovnává praxi v Nonnatově domě se soukromou klinikou Lady Emily v Mayfair, PKU, diabetes a spory o potratech v předvečer legalizace. Vánoční speciály také zkoumají podmínky mise v Jižní Africe, na Vnějších Hebridách a v sirotčinci.

## Obsazení a postavy
Zavolejte porodní sestřičky je založeno na memoárech Jennifer Worth a obsahuje její vyprávění – a na obrazovce se dokonce objevila ve Vánočním speciálu v roce 2014 – její starší já si v něm zahrála Vanessa Redgrave.
- Jessica Raine jako Jennifer "Jenny" Lee (série 1-3)
- Jenny Agutter jako sestra Julienne
- Pam Ferris jako sestra Evangelina (série 1-5)
- Judy Parfitt jako sestra Monica Joan
- Helen George jako Beatrix "Trixie" Franklin
- Bryony Hannah jako Cynthia Miller (později sestra Mary Cynthia) (série 1-6)
- Miranda Hart jako Matron Camilla "Chummy" Fortescue-Cholmondeley-Browne (později Noakes) (série 1-4)
- Laura Main jako sestra Bernadette (později Shelagh Turner)
- Stephen McGann jako Dr. Patrick Turner
- Cliff Parisi jako Frederick "Fred" Buckle
- Ben Caplan jako policejní konstábl (později seržant) Peter Noakes (série 1-6)
- Max Macmillan jako Timothy "Tim" Turner
- Dorothy Atkinson jako pomocná sestra Jane Sutton (série 2)
- Emerald Fennell jako Patience "Patsy" Mount (série 3-6)
- Victoria Yeates jako sestra Winifred (série 3-8)
- Jack Ashton jako reverend Tom Hereward (série 4-7)
- Charlotte Ritchie jako Barbara Gilbert (později Hereward) (série 4-7)
- Linda Bassett jako Phyllis Crane
- Kate Lamb jako Delia Busby (série 5-6)
- Jennifer Kirby jako Valerie Dyer (série 6-9)
- Annabelle Apsion jako Violet Gee (později Buckle)
- Jack Hawkins jako Christopher Dockerill (série 6-7)
- Leonie Elliott jako Lucille Anderson (později Robinson)
- Fenella Woolgar jako sestra Hilda (série 8-11)
- Ella Bruccoleri jako sestra Frances (série 8-12)
- Daniel Laurie jako Reggie Jackson
- Georgie Glen jako slečna Millicent Higgins
- Zephryn Taitte jako Cyril Robinson
- Olly Rix jako Matthew Aylward
- Megan Cusack jako Anne "Nancy" Corrigan
- Rebecca Gethings jako sestra Veronica

## Epizody
Tabulka s počtem epizod v každé sérii, daty vysílání první a poslední epizody ve Spojeném království a průměrný počet sledujících v milionech.
| Série | Počet epizod | Počet epizod | Premiéry (Spojené království) | Premiéry (Spojené království) | Průměrný počet sledujících (v milionech) |
| Série | Počet epizod | Počet epizod | První epizoda                 | Poslední epizoda              | Průměrný počet sledujících (v milionech) |
| ----- | ------------ | ------------ | ----------------------------- | ----------------------------- | ---------------------------------------- |
| 1     | 6            | 6            | 15. leden 2012                | 19. únor 2012                 | 10.61                                    |
| 2     | Speciál      | Speciál      | 25. prosinec 2012             | 25. prosinec 2012             | 10.47                                    |
| 2     | 8            | 8            | 20. leden 2013                | 10. březen 2013               | 10.47                                    |
| 3     | Speciál      | Speciál      | 25. prosinec 2013             | 25. prosinec 2013             | 10.54                                    |
| 3     | 8            | 8            | 19. leden 2014                | 9. březen 2014                | 10.54                                    |
| 4     | Speciál      | Speciál      | 25. prosinec 2014             | 25. prosinec 2014             | 10.41                                    |
| 4     | 8            | 8            | 18. leden 2015                | 8. březen 2015                | 10.41                                    |
| 5     | Speciál      | Speciál      | 25. prosinec 2015             | 25. prosinec 2015             | 9.95                                     |
| 5     | 8            | 8            | 17. leden 2016                | 6. březen 2016                | 9.95                                     |
| 6     | Speciál      | Speciál      | 25. prosinec 2016             | 25. prosinec 2016             | 10.33                                    |
| 6     | 8            | 8            | 22. leden 2017                | 12. březen 2017               | 10.33                                    |
| 7     | Speciál      | Speciál      | 25. prosinec 2017             | 25. prosinec 2017             | 9.26                                     |
| 7     | 8            | 8            | 21. leden 2018                | 11. březen 2018               | 9.26                                     |
| 8     | Speciál      | Speciál      | 25. prosinec 2018             | 25. prosinec 2018             | 9.04                                     |
| 8     | 8            | 8            | 13. leden 2019                | 3. březen 2019                | 9.04                                     |
| 9     | Speciál      | Speciál      | 25. prosinec 2019             | 25. prosinec 2019             | 8.34                                     |
| 9     | 8            | 8            | 5. leden 2020                 | 23. únor 2020                 | 8.34                                     |
| 10    | Speciál      | Speciál      | 25. prosinec 2020             | 25. prosinec 2020             | 8.14                                     |
| 10    | 7            | 7            | 18. duben 2021                | 30. květen 2021               | 8.14                                     |
| 11    | Speciál      | Speciál      | 25. prosinec 2021             | 25. prosinec 2021             | 7.64                                     |
| 11    | 8            | 8            | 2. leden 2022                 | 20. únor 2022                 | 7.64                                     |
| 12    | Speciál      | Speciál      | 25. prosinec 2022             | 25. prosinec 2022             | -                                        |
| 12    | 8            | 8            | 1. leden 2023                 | -                             | -                                        |

V Česku seriál vysílá Česká televize od roku 2022 na programu ČT1.